# Praia de Valmitão
A Praia de Valmitão é uma praia situada no concelho da Lourinhã, na vila de Ribamar, em Portugal.